# Машинист (фильм)
«Машини́ст» (исп. El Maquinista, также известен как англ. The Machinist) — психологический триллер режиссёра Брэда Андерсона, снятый в 2004 году. Главный герой фильма — станочник Тревор Резник. Он долгое время не может спать и балансирует на грани сна и реальности, отчего оказывается в лабиринте ужасающих событий и догадок.

## Сюжет
Тревор Резник — машинист станка, бессонница которого привела к истощению. Его внешность и поведение держат на расстоянии его коллег, и они в конечном счёте выступают против него, когда Резник оказывается вовлечен в несчастный случай, в результате которого один из рабочих, Миллер, лишился левой руки. Тревор, которого отвлёк от станка незнакомый сотрудник по имени Айван, обвиняется в преступной халатности. Никто на заводе не знает Айвана, и нет никаких записей о нём. Тревор, кажется, находит мир только со Стиви, проституткой с искренней привязанностью к нему, и с Марией, официанткой в закусочной аэропорта, которую он часто посещает. Его преследуют короткие вспышки повторяющихся образов, и такие вещи, как его автомобильная зажигалка, приобретают угрожающий вид. На его холодильнике появляется таинственная серия заметок, изображающих игру «виселица».
Эти непонятные события погружают его глубже в паранойю, но он тем не менее пытается установить отношения с Марией. Встречая её в парке развлечений, Тревор идёт с её сыном Николасом на двигающийся дом под названием «Маршрут 666», чьи мигающие огни вызывают у Николаса эпилептический припадок.
Больше не в состоянии ясно мыслить, Тревор подозревает, что странные события — это согласованные усилия, чтобы свести его с ума. Эти идеи подаются ему в виде небольших случайных подсказок. Одна из них — фотография Айвана, ловящего рыбу с коллегой Тревора Рейнольдсом, которую он обнаруживает в бумажнике Айвана, когда тот оставляет его без присмотра в пабе. Следующая подсказка видится Тревору в едва не произошедшем несчастном случае в цехе. Чудом не лишившись руки, Тревор набросывается в гневе на своих коллег, подозревая их в том, что кто-то из них подстроил происшествие. В результате конфликта его немедленно увольняют. Все более отвлечённый и отчуждённый, Тревор забывает заплатить за коммунальные услуги, и ему отключают электричество. Темная вязкая жидкость начинает сочиться из морозильника, покрывая дверь холодильника полосами того, что кажется кровью.
После нескольких попыток противостоять Айвану Тревор пытается отследить его номерной знак. Он следует за автомобилем Айвана, но во время преследования у его пикапа кончается бензин. Когда клерк DMV настаивает на том, что личная информация владельца номера не может быть разглашена, если не совершено преступление, Тревор бросается перед автомобилем, чтобы обвинить Айвана в совершении наезда и тем самым заполучить сведения о нём. Он подает полицейский отчёт с номером Айвана, и ему говорят, что данная машина — его собственная: Резник сообщил о пропаже автомобиля год назад. Он убегает от преследующих его полицейских и идёт к Стиви, которая одевает и моет его, но находит фотографию Айвана и Рейнольдса в рамке в её доме и обвиняет её в заговоре против него. Смущённая Стиви говорит, на фото Рейнольдс и Тревор, но Тревор отказывается смотреть на фото и выбегает после словесной перепалки.
Резник идёт в закусочную аэропорта, но незнакомая официантка говорит, что у них никогда не было сотрудницы по имени Мария. Официантка за стойкой говорит Тревору, что обслуживала его каждый день в течение года, и за всё это время он говорил так мало, что она начала думать, что он немой.
В развязке фильма Тревор видит, как Айван ведет Николаса в квартиру Резника и, опасаясь худшего, пробирается внутрь. Николаса нигде не видно, и он не отвечает на зов Тревора. Резник сталкивается с Айваном в ванной и убивает его после борьбы. Затем он отодвигает занавеску и обнаруживает, что ванна пуста. Он идёт к холодильнику и, открыв его, обнаруживает гниющую рыбу и другую испорченную еду. Затем его мысли возвращаются к рыбацкой фотографии, на которой на самом деле изображён здоровый Тревор с Рейнольдсом, как и утверждала Стиви. 
Сцена возвращается к тому, что произошло во время начальных титров, когда Резник пытается избавиться от чьего-то трупа, предположительно Айвана, свернув его в ковёр и бросив в океан. Когда ковёр разматывается, внутри ничего нет. Живой Айван появляется с фонариком и смеётся.
Тревор смотрит в зеркало дома, повторяя слова: «Я знаю, кто ты». Оказывается, что за год до этого Тревор сбил на машине мальчика, похожего на Николаса, из-за того, что на секунду оторвал глаза от дороги, чтобы воспользоваться прикуривателем, что было засвидетельствовано матерью мальчика, похожей на Марию. Тревор скрылся с места аварии, и возникшее чувство вины стало глубинной причиной его бессонницы, истощения и амнезии. Айван был плодом воображения Тревора и проявлением его самого до несчастного случая. Он заполняет недостающие буквы на записке с виселицей. Загаданным словом оказывается «убийца». Резник ненадолго задумывается о том, чтобы отправиться в аэропорт и сбежать, но вместо этого едет в полицейский участок, обозначая свою «дорогу к спасению», повторяющуюся тему в фильме. Его сопровождает молчаливый, но ободряющий Айван, который прощается с ним перед входом в здание. На стойке регистрации полицейского участка он признаётся в наезде. Двое полицейских сопровождают Тревора в камеру, где он заявляет, что хочет спать, и засыпает впервые за год.

## В ролях
| Актёр                | Роль              |
| -------------------- | ----------------- |
| Кристиан Бейл        | Тревор Резник     |
| Дженнифер Джейсон Ли | Стиви             |
| Айтана Санчес-Хихон  | Мэри              |
| Джон Шэриан          | Айван — Ivan      |
| Майкл Айронсайд      | Миллер            |
| Крэйг Стивенсон      | Такер             |
| Лоренс Гиллиард-мл.  | Джексон           |
| Редж И. Кэйти        | Джонс             |
| Анна Мэсси           | миссис Шрайк      |
| Мэттью Ромеро        | Николас           |
| Роберт Лонг          | Фурман            |
| Колин Стинтон        | инспектор Роджерс |
| Ферран Лахоз         | Гонсалес          |
| Нэнси Крейн          | официантка        |
| Марк Эспиналл        | инспектор Дэниэлс |

## Производство
Кристиан Бейл для этого фильма похудел на 30 килограммов.
Для этого он более четырёх месяцев придерживался строжайшей диеты, позволяя себе только воду, одно яблоко, банку тунца и чашку кофе в день. Чтобы не нарушать диеты, актёру пришлось полностью отказаться от социальной жизни.
Хотя по сюжету такого разительного снижения веса не требовалось — описывая героя в сценарии, автор просто внёс собственный вес, будучи значительно ниже Кристиана Бейла. Тем не менее актёр настоял на похудении, желая проверить, по силам ли ему подобное испытание, и даже намеревался довести вес до 45 кг при росте 183 см, но руководители съёмок не позволили ему этого из соображений безопасности здоровья.

## Награды и номинации
- 2005 — номинация на премию «Сатурн» лучшему актеру (Кристиан Бейл)
- 2005 — номинация на зрительскую награду European Film Awards лучшему актеру (Кристиан Бейл)
- 2005 — номинация на премию «Гойя» за лучшую оригинальную музыку (Роке Баньос)
- 2004 — две награды (Кристиан Бейл как лучший актер и Шави Хименес как лучший оператор) и одна номинация (на лучший фильм) на Каталонском кинофестивале в Ситжесе